# Jean-Guillaume Audinet-Serville

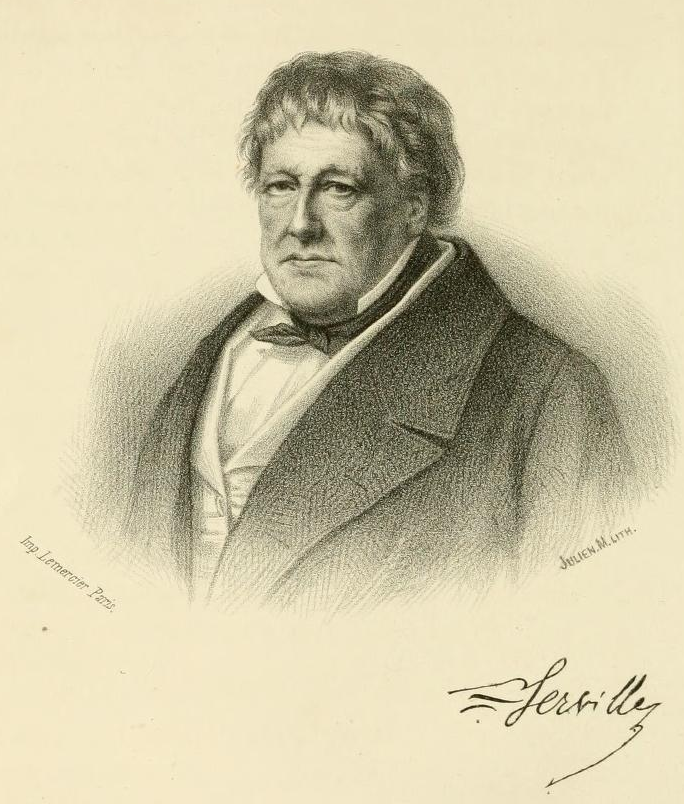
Jean Guillaume Audinet-Serville

Jean-Guillaume Audinet-Serville (* 11. November 1775 in Paris; † 27. März 1858 in La Ferté-sous-Jouarre) war ein französischer Entomologe.

## Leben
Während der Französischen Revolution verlor Audinette-Servilles Familie ihr gesamtes Vermögen. Um die Familie zu ernähren, arbeitete Jean-Guillaume Audinet-Serville im Kohlehandel. Hier machte er Bekanntschaft mit Marin Grostête-Tigny, der Frau des Direktors. Sie war Autorin, korrespondierte mit vielen namhaften Entomologen und ermutigte Audinette-Serville, Insekten zu sammeln und zu studieren. Audinette-Serville heiratete im Juli 1809 und hatte mit seiner Ehefrau Marie Louise Pierrette Delavaquerie drei Kinder, bevor diese 1818 verstarb.

## Wirken
Ein Jahr vor dem Tod von Ambroise Marie François Joseph Palisot de Beauvois (1752–1820) wurde er von Pierre André Latreille gebeten, dessen Werk zu vollenden. Daher wurde der fünfzehnte und letzte Teil von Palisot de Beauvois’ Werk Insectes recueillis en Afrique et en Amerique von Audinette-Serville geschrieben und 1819 veröffentlicht. Auch die Encyclopédie méthodique des 1814 verstorbenen Guillaume-Antoine Olivier wurde 1825 von Audinet-Serville, Latreille und Amédée Louis Michel Lepeletier mit der Veröffentlichung des 10. Bandes vervollständigt. Ebenfalls mit Le Peletier verfasste er 1830 das Werk Le partie qui a paru des insectes de la Faune Française. Ab 1831 begann Audinette-Serville seine eigenen Studien zu veröffentlichen, zuerst eine Abhandlung über die Gattung Pirates aus der Gruppe der Schnabelkerfe (Hemiptera) und anschließend den Artikel Revue méthodique de l’ordre des orthoptères über Heuschrecken und Gottesanbeterinnen. Beide Arbeiten erschienen in den Annales des Sciences Naturelles. 1839 veröffentlichte Audinette-Serville mit Histoire naturelle des Insectes Orthoptères einen Ergänzungsband in der von Nicolas Roret  (1797–1860) herausgegebenen Reihe Suites à Buffon. Nach Audinette-Servilles Tod wurde seine Insektensammlung aufgeteilt. Seine Neuroptera-Sammlung wurde von Edmond de Selys-Longchamps erworben, seine Hemiptera-Sammlung von Victor Antoine Signoret (1816–1889).

## Mitgliedschaften
Als 1838 La Société Cuvierienne gegründet wurde, war er eines der 140 Gründungsmitglieder der Gesellschaft.

## Publikationen (Auswahl)
- Faune française, ou Histoire naturelle, générale et particulière des animaux qui se trouvent en France, constamment ou passagèrement, à la surface du sol, dans les eaux qui le baignent, et dans le lit. 5 (Insectes). F.-G. Leverault, Straßburg 1828 (gallica.bnf.fr – 1828–1835).